# Kiosk (KDE)
Kioskは、KDEデスクトップ環境の動作を制限することを可能とするフレームワークである。この機能は元々、ユーザーの端末操作を制限しなくてはならないインターネット・キオスクのコンピュータを念頭に設計されたが、企業に導入されているコンピュータについても、ユーザーが起動できるソフトウェアを制限するという観点から見て有用である。